# Street Scene (Film)
Street Scene (in Deutschland gelegentlich auch Der Engel der Straße) ist ein US-amerikanisches Filmdrama von King Vidor aus dem Jahr 1931. Es basiert auf dem gleichnamigen, mit dem Pulitzer-Preis für Theater ausgezeichneten Stück von Elmer Rice, der selbst für die Verfilmung sein Werk adaptierte.

## Handlung
Ein Hauseingang in einem New Yorker Arbeiterviertel an einem hitzigen Sommerabend. Die Nachbarn, überwiegend Einwanderer aus verschiedenen europäischen Ländern, versuchen ihren tristen Lebensalltag mit Unterhaltungen über das Wetter und Lästereien über ihre Bekannten zu vergessen. Themen haben sie reichlich: Das Ehepaar Buchanan bekommt ihr erstes Kind, Laura Hildebrand kann ihre Miete nicht mehr zahlen und wird mit ihren drei Kindern aus der Wohnung geschmissen. Auch Politik wird diskutiert, wobei die Anhängerschaften der Hausbewohner von Kommunismus bis Faschismus gehen. Angeführt werden die nachbarschaftlichen Runden meist von der neugierigen Mrs. Emma Jones, die auch kleine Vergehen der anderen Nachbarn unnachgiebig beurteilt – obgleich Emmas eigener Ehemann ein Alkoholproblem hat und ihre Kinder Vincent und Mae alles andere als wohlgeraten sind.
Im Zentrum der Gespräche steht allerdings die nicht mehr junge, aber attraktive Nachbarin Anna Maurrant, die mit ihrem Ehemann Frank eine eher lieblose Zweckehe führt. Sie soll mit Steve Sankey, dem verheirateten Mitarbeiter eines Milchfonds, eine Affäre begonnen haben. Rose, die bereits erwachsene und vernünftige Tochter von Anna und Frank, bekommt von den Gerüchten Wind: Sie versucht einerseits ihrem Vater die Gerüchte vorzuenthalten, auf der anderen Seite deutet sie ihrer Mutter an, dass sie von ihrer Affäre mit Steve weiß und sie diese beenden solle. 
Rose träumt davon, mit ihrer Familie aus der kleinen Mietwohnung aufs Land zu ziehen. Neebn den Liebesproblemen ihrer Mutter muss sie sich auch noch mit ihren eigenen herumschlagen: Ihr verheirateter Vorgesetzter Bert und Vincent, der Sohn von Mrs. Jones, stellen ihr nach, doch sie weist deren sexuelles Interesse zurück. Sie ist nur interessiert an ihrem jüdischen Nachbarn Sam Kaplan, der ebenfalls in sie verliebt ist. Allerdings sehen Sams Eltern die Liebesbeziehung skeptisch, da sie zwar nicht reicher, aber gebildeter als der Rest der Nachbarschaft sind. Ihr Sohn soll sich auf seine schulische Bildung konzentrieren, damit er einmal den Mietskasernen entkommen kann.
Am nächsten Morgen erklärt Frank seiner Frau, dass er nach Stamford auf einen Geschäftstrip verreise. Anna nutzt die Gelegenheit, um Sankey in ihrer Wohnung zu empfangen. Unerwartet kehrt Frank nach Hause zurück und bemerkt die Affäre, von der er zuvor schon andeutungsweise von den Nachbarn gehört hatte. Man hört Schüsse aus der Wohnung, Sankey versucht zu fliehen und wird von Frank erschossen, dann rennt Frank aus dem Gebäude. In der Straße sammeln sich die Schaulustigen, während die schwer verletzte Anna abtransportiert wird, die wenig später stirbt.
Nur wenige Stunden später wird auch Frank Maurrant von der Polizei gefasst und entschuldigt sich bei seiner Tochter, die sich nun auch um ihren jüngeren Bruder Willie wird kümmern müssen. Bert Easter bietet Rose mit entsprechenden Hintergedanken an, dass er ihr eine Wohnung besorgen werde, was sie aber ablehnt. Anschließend trifft sie Sam und erklärt ihm, dass sie mit ihrem Bruder aufs Land ziehen will. Sam will ebenfalls mitkommen, doch sie erklärt ihm, dass er zunächst seine Ausbildung abschließen sollte und sie erst dann ein Paar werden können. Rose verlässt die Nachbarschaft.

## Produktionshintergrund

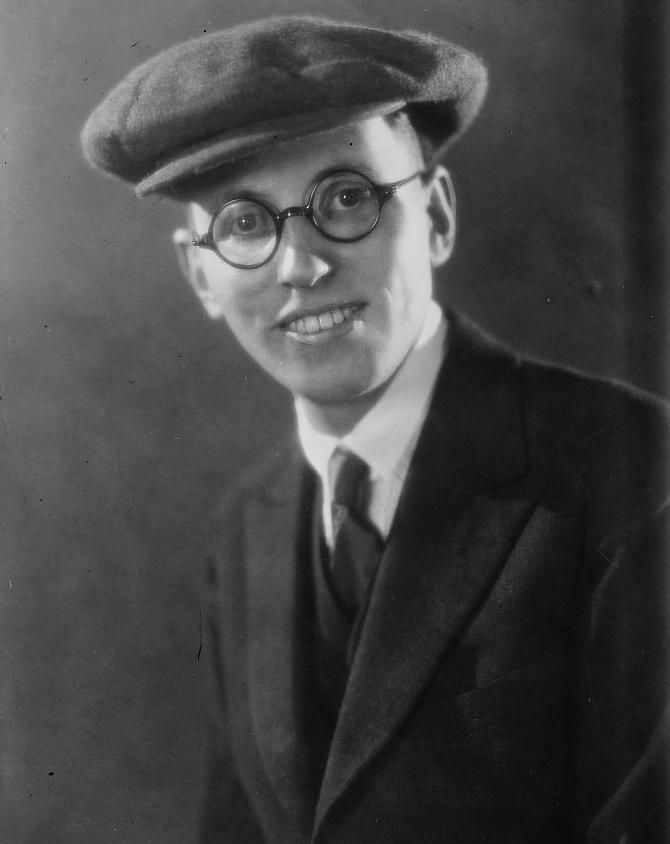
Elmer Rice um 1920

Der Filmproduzent Samuel Goldwyn, einer der Gründer von Metro-Goldwyn-Mayer, der später sein eigenes Filmstudio eröffnete, kaufte die Filmrechte zu dem erfolgreichen Broadway-Stück von Elmer Rice. Der Autor adaptierte sein Stück selbst für die Kinoleinwand. Viele Schauspieler aus der Broadway-Besetzung wurden übernommen, allerdings nicht die Hauptdarsteller: Sylvia Sidney, William Collier Jr. und Estelle Taylor, die bereits bekannte Filmdarsteller waren, übernahmen stattdessen die Rollen. Für viele der vom Broadway kommenden Schauspieler war Street Scene ihr Filmdebüt und für manche blieb es ihr einziger Ausflug nach Hollywood. Allerdings konnten insbesondere Beulah Bondi und John Qualen nach ihrem Filmdebüt mit Street Scene lange Filmkarrieren aufbauen.
Als Regisseur wurde King Vidor verpflichtet, für den Street Scene der dritte Dokumentarfilm ist. Auffallend an seiner Regie ist, dass Vidor sich weigert, die Szenen auch im Innenhaus spielen zu lassen, wodurch er die Atmosphäre von Rices Stück aufrechterhält. Wie bei den Theateraufführungen des Stückes bleibt die Handlung stets auf der Straße vor der Mietskaserne. Zugleich wollte er die Kamera aber möglichst frei einsetzen, um das Werk filmisch umzugestalten:
„Dann sah ich zufällig einen Mann in der Nähe meiner Wohnung auf dem Rasen schlafen. Auf seinem Gesicht saß eine Fliege. Ich dachte sofort: Für eine Fliege ist ein Gesicht ein unendlich interessanter Ort mit Hügeln, Bergen, Tunneln, Tälern und Feldern. In der Welt einer Fliege könnte man einen Western mit allen notwendigen Schauplätzen auf einem Männerkopf drehen. Warum also nicht auf die Fassade eines Mietshauses blicken wie ene Fliege auf ein Männergesicht? Die Kamera sollte die Fliege sein.“
Um die Kamera beweglich zu machen und viele Bildperspektiven gestalten zu können, erbaute Vidor ein aufwendiges Konstrukt aus Schienen und Gerüsten. Bei einigen Szenen werden zudem, im Unterschied zum Theaterstück, das auf den Hauseingang als Bühnenbild konzentriert war, auch die Menschenmassen auf der New Yorker Straße einbezogen. Der hier gezeigte Gegensatz von Individuum und Kollektiv, insbesondere in der Großstadt, ist für Vidors Melodramen typisch und war zuvor auch bereits in dessen Stummfilm-Meisterwerk Ein Mensch der Masse Thema.
Für den legendären Filmkomponisten Alfred Newman war Street Scene sein erster Film als hauptverantwortlicher Komponist sowie die erste seiner zahlreichen Zusammenarbeiten mit dem Regisseur King Vidor. Das jazzige, an George Gershwins Rhapsody in Blue erinnernde „Street Scene“-Thema von Newman erklingt am Filmanfang und Filmende, es versucht das hektische Treiben New Yorks musikalisch zu verdeutlichen. Newmans Filmmusik wurde über Street Scene hinaus bekannt und auch in weiteren Filmen wie Schrei der Großstadt, Der Todeskuß, Tabu der Gerechten und Wie angelt man sich einen Millionär? erneut verwendet.

## Kritiken
Mordaunt Hall schrieb in der The New York Times, dass Street Scene ein „guter Film“ sei, wenngleich einige Schauspieler etwas  übertrieben spielen würden. Insgesamt bleibe die Qualität der Verfilmung etwas hinter der Bühnenproduktion zurück, auch da manchmal Sätze zu schnell gesprochen werden würden. Doch den Menschen, die die Bühnenproduktion nicht gesehen hätten, würde der Film problemlos gefallen, prophezeit Hall. Vidor habe einen „großen Teil des menschlichen Qualität“ des Stückes auf die Kinoleinwand gerettet und insbesondere die Szenen im Anschluss an den Mord seien sehr gut inszeniert.
Leonard Maltin gab dem Film dreieinhalb von vier Sternen, er sei „herzzerbrechend realistisch“ und biete „feine Schauspielleistungen“ sowie „bemerkenswerte Kameraarbeit von George Barnes“. Craig Butler vom All Movie Guide schreibt, dass sich der damals neuartige „Slice of Life“-Effekt von Rices Stück heute normaler sei und die Stereotypisierung der Figuren nach ihren Herkunftsländern für die Zuschauer des 21. Jahrhunderts seltsam wirke, weshalb das Werk von Rice möglicherweise etwas veraltet sei. Dennoch erschaffe Rice „Poesie“ und „denkwürdige Szenen“, wovon auch die Verfilmung profitiere. Vidor filme aus einer beeindruckenden Anzahl von Kamerawinkeln und bringe dadurch „Bewegung und Vielfalt“ in die Inszenierung des Bühnenstückes. Am Klimax des Filmes erziele er den „maximalen dramatischen Effekt“. Das große Darstellerensemble sei insgesamt gut, allerdings würden einige Schauspieler manchmal „ein bisschen empathischer als nötig“ spielen. „Fesselnd“ sei aber insbesondere die sehr junge Sylvia Sidney in der zentralen Rolle.